# Järva-Madise
Järva-Madise – wieś w Estonii, w prowincji Järva, w gminie Albu.
Znajduje się w niej średniowieczny kościół.